# Blocco Studentesco
Blocco Studentesco (en español: Bloque Estudiantil) es una asociación estudiantil italiana de ideología fascista, que fue fundada en Roma en el 2006. Surgió como un movimiento político de jóvenes de CasaPound (CPI), para representar a los estudiantes de las escuelas secundarias y las universidades, teniendo presencia actualmente en más de 40 ciudades italianas. 

## Resultados Electorales
En las elecciones del 2009, el Blocco obtuvo muy buenos resultados en toda Italia, especialmente en Roma donde logró 11,000 votos -el 28% del padrón estudiantil, con 100 representantes electos para la "Consulta Provinciale degli Studenti".

Y llegando a tener el 80% de los votos en algunas escuelas locales (por ejemplo en Minzoni di Giugliano).
Por ello, a pesar de la oposición de grupos comunistas, social-demócratas, liberales y otros demócratas exigiendo su prohibición, el Blocco se ha establecido como la tercera fuerza a nivel nacional -entre la izquierda socialista, y la derecha estudiantil.